# Paraphidippus aurantius
Paraphidippus aurantius là một loài nhện trong họ Salticidae.
Loài này thuộc chi Paraphidippus. Paraphidippus aurantius được Hippolyte Lucas miêu tả năm 1833.

## Hình ảnh

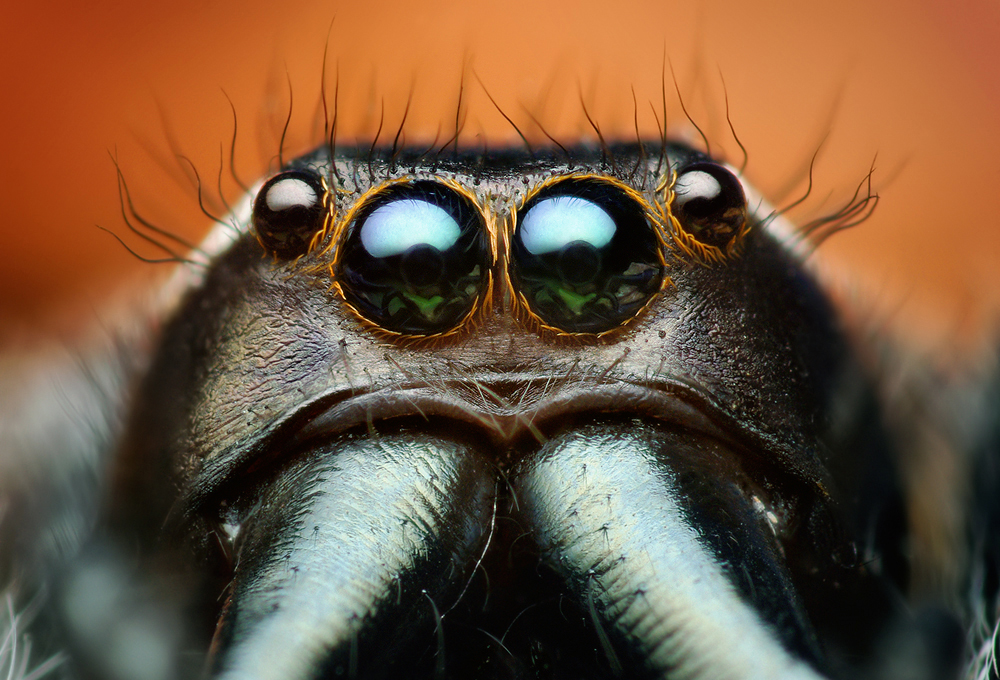
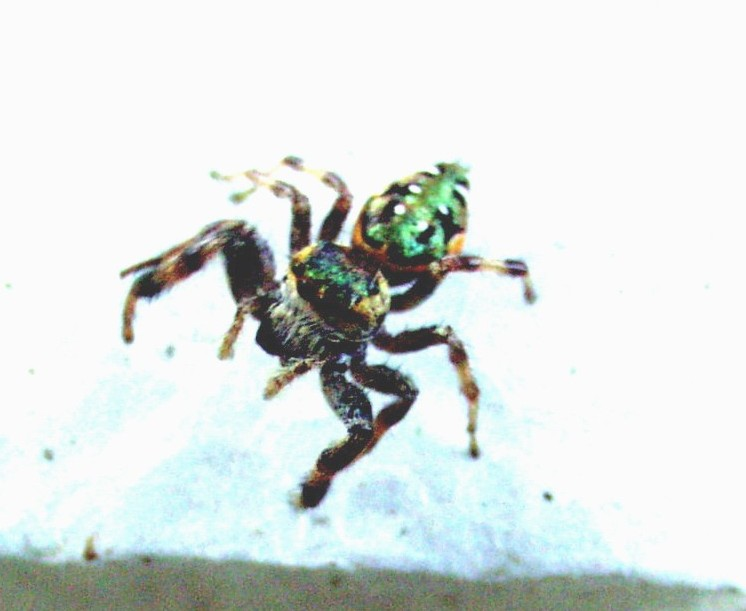
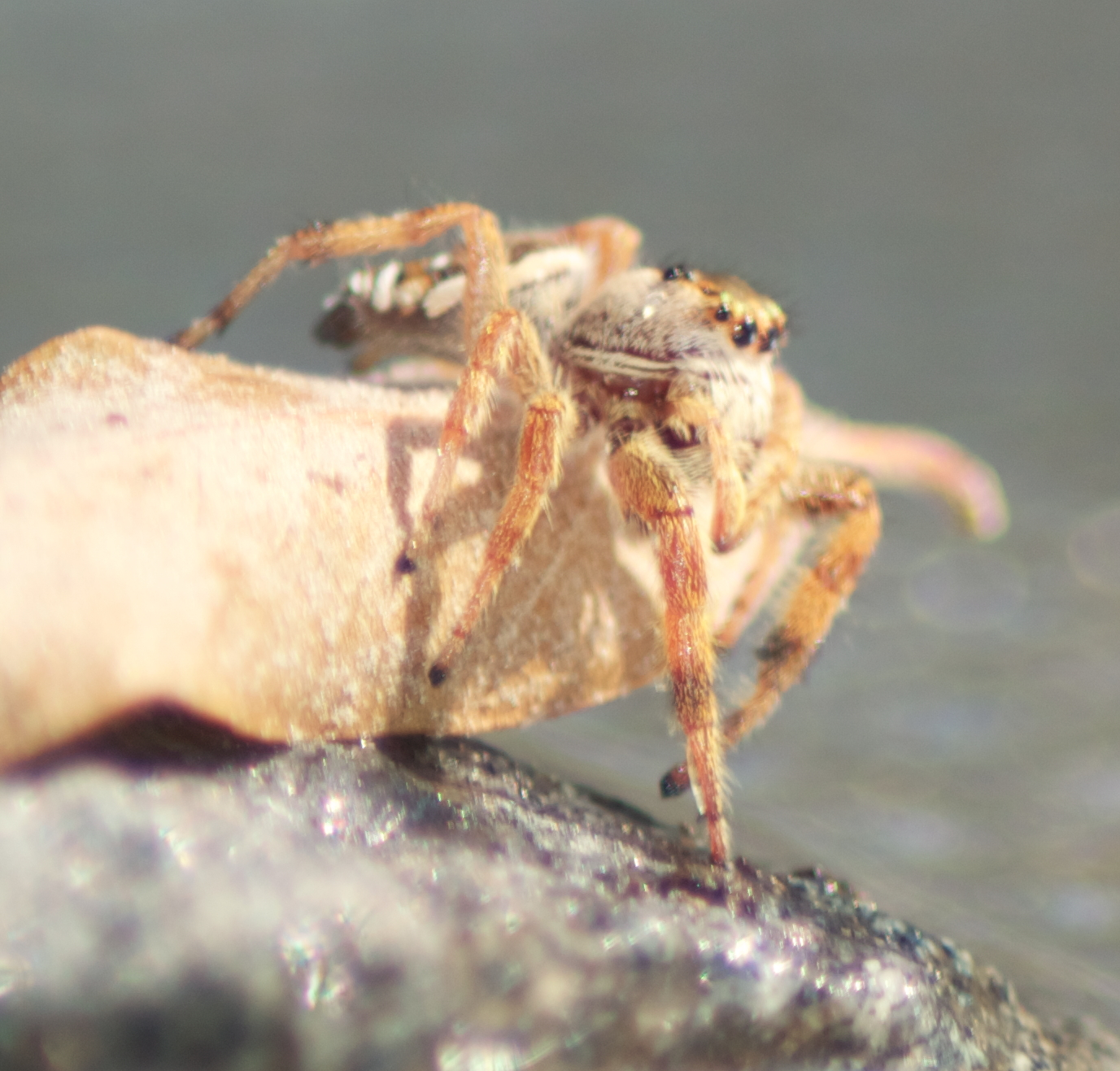
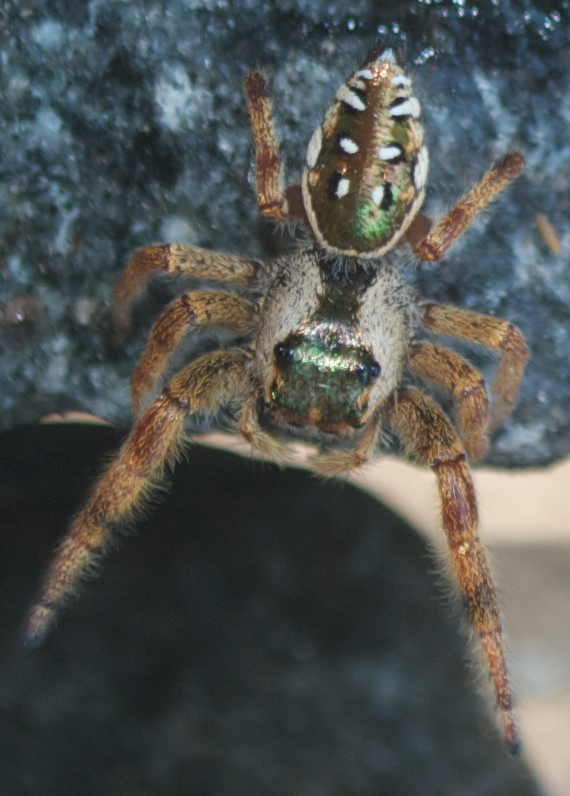